# Полади (стадион)
„Полади“ е многофункционален стадион в Рустави, Грузия.
Разполага с капацитет от 10 720 места и се използва за домакинските мачове на ФК Металург (Рустави).